# Зофювка (Сташовський повіт)
Зофювка (пол. Zofiówka) — село в Польщі, у гміні Лубніце Сташовського повіту Свентокшиського воєводства.
Населення — 128 осіб (2011).
У 1975-1998 роках село належало до Тарнобжезького воєводства.

## Демографія
Демографічна структура на день 31 березня 2011 року:
|          | Загалом | Допрацездатний вік | Працездатний вік | Постпрацездатний вік |
| -------- | ------- | ------------------ | ---------------- | -------------------- |
| Чоловіки | 65      | 12                 | 48               | 5                    |
| Жінки    | 63      | 13                 | 29               | 21                   |
| Разом    | 128     | 25                 | 77               | 26                   |